# 上油岗乡
上油岗乡，是中华人民共和国河南省信阳市潢川县下辖的一个乡镇级行政单位。

## 行政区划
上油岗乡下辖以下地区：
集镇村、上油岗村、四个台村、胡林村、罗台村、鲁寨村、万岗头村、桃庄寺村、常营村、丁楼村、尤庙村、凌云村、相立村、良种场村、宋寨村、唐楼村、东风村和林场村。

## 交通
- 京九铁路：吕店站